# Seimatoantlerium nepalense
Seimatoantlerium nepalense är en svampart som beskrevs av Bashyal, J.Yi Li, Strobel, W.M. Hess & Sidhu 1999. Seimatoantlerium nepalense ingår i släktet Seimatoantlerium och familjen Amphisphaeriaceae.   Inga underarter finns listade i Catalogue of Life.